# Esporte Clube Valim
Esporte Clube Valim, cuja grafia original era Sport Club Vallin, foi uma agremiação esportiva da cidade do Rio de Janeiro.

## História
Em 1930 o clube fazia parte da Associação Carioca de Esportes Athleticos.
O clube disputou a Segunda divisão do Campeonato Carioca em 1936. Disputou também o Torneio Aberto de Futebol do Rio de Janeiro de 1936.

## Estatísticas

### Participações
| Competição          | Temporadas | Melhor campanha     | Estreia | Última | P | R |
| Série B1 do Carioca | 1          | Desconhecido (1936) | 1936    | 1936   | – | – |
| Torneio Aberto      | 1          | Desconhecido (1936) | 1936    | 1936   | – | – |